# 伊澤菜々花
伊澤 菜々花（いざわ ななか、1991年4月13日 - ）はスターツに所属する陸上競技選手。長距離走。

## 高校駅伝
豊川高在学時代、全国高校駅伝に3年連続で出場した。1年次は3区3kmを担当し、第2中継所で襷を受けた時はトップの立命館宇治と16秒差の2位という状況だったが、この時の立命館宇治の3区・沼田未知（後のアジア選手権銅メダリスト）と第3中継所では秒差なしの2位でリレーし、区間賞を獲得した。2年次は準エース区間にあたる2区4.0975kmを担当し、第1中継所でトップの興譲館と22秒差の7位で襷を受けると筑紫女学園や常磐といった名門校を次々に抜き、トップと8秒差の2位でリレー。2年連続の区間賞を獲得するとともに、豊川は最終5区で興譲館を逆転し、大会初優勝を飾った。3年次には前年から留学生が配置不可となった最長区間のエース区間である1区6kmを担当。混戦となったが2位の小﨑裕里子（成田）を2秒差で振り切り、3年連続の区間賞を獲得した。豊川は2区で1度2位となったが3区以降はトップを守り、大会2連覇を成し遂げた。
卒業後は順天堂大学を経て、ユニバーサルエンターテインメントアスリートクラブに入部した。

2024年度に3年ぶりに現役復帰し、スターツに所属。

## 主な記録
| 年     | 大会                       | 種目   | 順位    | 備考             |
| ------ | -------------------------- | ------ | ------- | ---------------- |
| 2007年 | 第19回全国高校駅伝         | 3区    | 区間賞  | 豊川7位          |
| 2008年 | 第20回全国高校駅伝         | 2区    | 区間賞  | 豊川優勝         |
| 2009年 | 都道府県対抗女子駅伝       | 4区    | 区間2位 | 愛知県10位       |
|        | 世界クロスカントリー選手権 | U20    | 17位    | 日本銅メダル     |
|        | 第62回全国高校陸上         | 3000m  | 優勝    |                  |
|        | 第21回全国高校駅伝         | 1区    | 区間賞  | 豊川優勝         |
| 2010年 | 世界クロスカントリー選手権 | U20    | 19位    | 日本4位          |
| 2011年 | 世界ジュニア陸上選手権     | 5000m  | 8位     |                  |
| 2013年 | 全日本大学女子駅伝         | 5区    | 区間賞  | 順天堂大10位     |
| 2013年 | 国際千葉駅伝               | 6区    | 区間6位 | 日本学生選抜4位  |
| 2015年 | 関東陸上選手権             | 5000m  | 2位     |                  |
| 2017年 | 関東陸上選手権             | 10000m | 優勝    |                  |
|        | 全日本実業団女子駅伝       | 4区    | 区間2位 | ユニバーサル優勝 |